# Gimnastyka artystyczna na World Games 2009
Gimnastyka artystyczna na World Games 2009 została rozegrana w dniach 17 - 18 lipca w hali Kaohsiung Arena. Tabelę medalową zdominowały Rosjanki - multimedalistką zawodów została Jewgienija Kanajewa, która sięgnęła po złoty medal w każdej z konkurencji oraz Ukrainka Anna Bessonowa, która zdobyła trzy srebrne medale podczas zawodów. 

## Uczestnicy
| - Austria - Azerbejdżan - Białoruś - Brazylia - Bułgaria - Wielka Brytania - Kanada - Estonia - Finlandia | - Węgry - Japonia - Portugalia - Południowa Afryka - Rosja - Chińskie Tajpej - Tajlandia - Ukraina - Uzbekistan |

## Medalistki
| Konkurencja | Złoto               | Srebro         | Brąz               |
| Obręcz      | Jewgienija Kanajewa | Olga Kapranowa | Silwia Mitewa      |
| Skakanka    | Jewgienija Kanajewa | Anna Bessonowa | Olga Kapranowa     |
| Piłka       | Jewgienija Kanajewa | Anna Bessonowa | Melitina Staniouta |
| Wstążka     | Jewgienija Kanajewa | Anna Bessonowa | Aliya Garajewa     |

## Tabela medalowa
| Poz.    | Państwo     |   |   |   |    |
| ------- | ----------- | - | - | - | -- |
| 1       | Rosja       | 4 | 1 | 1 | 6  |
| 1       | Ukraina     | 0 | 3 | 0 | 3  |
| 3       | Azerbejdżan | 0 | 0 | 1 | 1  |
| 4       | Białoruś    | 0 | 0 | 1 | 1  |
| 4       | Bułgaria    | 0 | 0 | 1 | 1  |
| Łącznie | Łącznie     | 4 | 4 | 4 | 12 |